# أوبرا عايدة (مسلسل)
أوبرا عايدة، مسلسل تلفزيوني من تأليف أسامة غازي وإخراج أحمد صقر وبطولة يحيى الفخراني وحنان ترك وآخرين. تناول المسلسل قضية هامة وهي الموت الرحيم، وهل يجوز للطبيب أن ينهي حياة المريض، ويتناول رأي الدين والقانون حول هذه القضية.

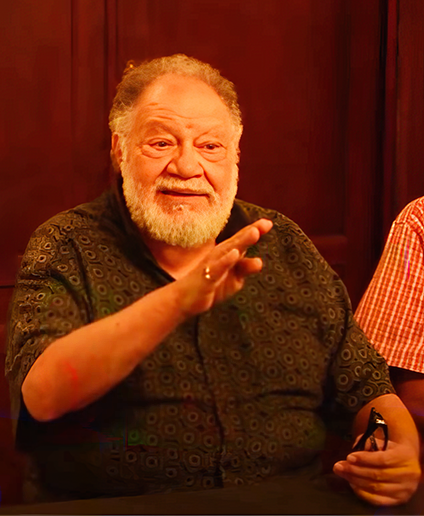
يحيى الفخراني في دور سيد أوبرا

## بطولة
| 1. يحيى الفخراني: سيد أوبرا 2. حنان ترك: عايدة 3. صفية العمري: صافيناز 4. أسامة عباس: شكري الهواري 5. سامي العدل: المحامي/ سليم فتحي فوزان | 1. إبراهيم يسري د/ مدحت 2. عزت أبو عوف: كوستا 3. أحمد خليلالمعلم الصفطاوي 4. علاء زينهم: الفيل 5. منال سلامة: د/ أماني | 1. عزة بهاء: د/ وفاء 2. إبراهيم خان: د/ شوقي 3. مصطفى حشيش: محمود 4. أحمد خميس: هارون الوكيل 5. جليلة محمود: أم أمين | 1. علي عبد الرحيم: المقدم/ حسنين 2. جمال إسماعيل: المعلم حميدو 3. يوسف فوزي: د/ جلال عوني 4. مريم فخر الدين: ليليان 5. أمينة رزق: ستوتة | 1. ليلى جمال: سكينة 2. محمد يوسف: الفونس 3. فاديه عكاشه: اتينة 4. مها أحمد: نعيمة 5. علي حسنين |